# 白岩川ダム
白岩川ダム（しらいわがわダム）は、富山県中新川郡立山町、二級河川・白岩川本流上流部に建設されたダムである。

## 概要
洪水調節、不特定用水の補給及び水道用水の供給を目的に、1964年度から予備調査を開始し、1967年に着工、1974年3月19日に湛水開始、同年10月に竣工、11月15日に竣工式が行われた。ダムサイトの地質が風化されやすい左岸で形成されていたために、大規模な重力式コンクリートダムを建設するのが困難であったため、重力式コンクリートとロックフィルの複合ダムとして建設された。
2023年（令和5年）6月28日、集中豪雨を受けて午後4時20分から約30分間、緊急放流が行われた。下流の白岩地区では、堤防が崩れて浸水。流域内の床上浸水2棟、床下浸水11棟、農地約26ヘクタール、道路が寸断される被害を受けた。
ダム湖周辺には公園を整備し、自然とふれあう空間を提供している。

## 周辺
- 富山県道67号宇奈月大沢野線

## 参考リンク
- 『白岩川ダム ［富山県］（しらいわがわ）（ダム便覧2021）』（日本ダム協会、2022年5月11日閲覧）
- 富山県白岩川ダム管理事務所（富山県）